# Exception palestinienne
L'exception palestinienne  ou l'exception palestinienne à la liberté d'expression est un modèle proposé de discrimination systémique et d'application sélective des politiques et des lois qui restreint la parole, la recherche universitaire et le plaidoyer des Palestiniens ainsi que de leurs alliés, contrairement aux principes tels que la liberté d'expression ou le droit de manifester,,.
Depuis le début de la guerre à Gaza, des universitaires, des avocats, des défenseurs de la liberté d'expression et des libertés civiles, des journalistes et des militants pro-palestiniens expriment leurs inquiétudes concernant la censure et la répression des manifestations contre la guerre (en), les appels au cessez-le-feu, les critiques à l'égard du soutien militaire et diplomatique des États-Unis à Israël, ainsi que les critiques concernant l'invasion de Gaza par Israël et sa conduite de la guerre dans cette région. L'expression est également régulièrement utilisée pour critiquer les politiques universitaires qui restreignent les manifestations pro-palestiniennes sur les campus américains (en), y compris celles qui appellent au désinvestissement d'Israël (en),,,
.
Steven Salaita (en) suggère qu'au-delà des Palestiniens eux-mêmes, la répression du discours pro-palestinien touche particulièrement les Arabes, les musulmans et les minorités ethniques. Jairo I. Fúnez-Flores affirme que de nombreux groupes de défense de la cause palestinienne ont changé de plateforme de réseaux sociaux afin d'échapper à ce qu'ils qualifient de censure institutionnelle ou de sanctions pour leurs commentaires pro-palestiniens, et que les appels à la répression ont été amplifiés par les médias traditionnels. Irene Khan,  rapporteuse spéciale des Nations unies sur la promotion et la protection du droit à la liberté d'opinion et d'expression,  reconnaît la discrimination et les doubles standards auxquels sont confrontées les manifestations en faveur de la cause palestinienne en Europe et aux États-Unis, notamment l'interdiction, voire la criminalisation, de l'affichage public des drapeaux palestiniens et du keffieh palestinien.

## Description
En 2015, Palestine Legal publie un rapport détaillé en collaboration avec le Centre pour les droits constitutionnels (en) sur ce que les deux organisations qualifient d'« exception palestinienne à la liberté d'expression », et commence à gérer une rubrique d'actualités consacrée à la documentation et à l'analyse des cas d'exception palestinienne dans les établissements d'enseignement (en particulier les campus universitaires), la couverture médiatique et la répression des manifestations.
L'exception palestinienne est décrite par les militants et les universitaires pro-palestiniens comme un modèle documenté de discrimination institutionnelle et d'application sélective de politiques qui visent spécifiquement à restreindre la parole, les travaux universitaires et les activités de défense des Palestiniens dans les institutions universitaires et médiatiques occidentales. Ce phénomène, utilisé en particulier pour décrire des événements en Amérique du Nord et en Europe, se manifeste par ce que l'on qualifie de tentatives systématiques visant à étouffer les récits palestiniens et les discussions critiques sur les politiques israéliennes (en) à l'égard des territoires palestiniens, tout en mettant disproportionnellement l'accent sur les plateformes exprimant des points de vue opposés,,.
Les mécanismes institutionnels décrits par les défenseurs pro-palestiniens qui renforcent l'exception palestinienne comprennent l'adoption de définitions spécifiques de l'antisémitisme qui englobent la critique des politiques de l'État israélien (en), la mise en œuvre de politiques restrictives en matière de discours ou de dialogue dans les établissements d'enseignement, l'application sélective d'exigences d'« équilibre » dans la couverture médiatique et les pressions externes exercées par des lobby pro-israéliens (en) tels que l'AIPAC, le Centre pour les affaires israéliennes et juives (en) et l'Organisation internationale des femmes sionistes,
,.
Dans le milieu universitaire, les restrictions se traduisent par une application sélective des principes de liberté académique, des pressions exercées sur les institutions pour qu'elles annulent des événements ou retirent des invitations à prendre la parole sur les questions palestiniennes, des complications dans les processus de recrutement et de titularisation des universitaires travaillant sur les questions palestiniennes, et la mise en œuvre de politiques qui restreignent spécifiquement la critique des politiques de l'État israélien.
Ce phénomène s'étend également aux systèmes d'enseignement primaire et secondaire, comme en témoigne l'autorisation accordée par le Conseil scolaire du district de Toronto à des lobbyistes pro-israéliens tels que le Centre for Israel and Jewish d'influencer directement les programmes scolaires, avec des contenus jugés racistes anti-palestiniens,.

## Cas d'exception palestinienne
En 2020, la faculté de droit de l'université de Toronto (en) retire une offre d'emploi à la chercheuse Valentina Azarova suite à des pressions externes exercées par un donateur en raison de ses travaux sur les droits humains des Palestiniens. L'annulation de l'offre suscite une vague de protestations et de boycotts dans le milieu universitaire, menés par l'Association canadienne des professeurs d'université (en) (ACPU), qui conduit finalement l'université à proposer à nouveau un emploi à Valentina Azarova, qui la refuse.
Ce terme est également utilisé par un rédacteur en chef de la revue Harvard Law Review pour décrire le retrait d'un essai rédigé par Rabea Eghbariah (en), avocat palestinien spécialisé dans les droits de l'homme et juriste, qui traitait de l'utilisation du terme « Nakba », l'exil forcé des Palestiniens en 1948, en tant que terme juridique, à la suite d'une intervention de la présidente de la Harvard Law Review, Apsara Iyer (en),,,.

### Dans les médias
De nombreux militants pro-palestiniens citent la couverture médiatique occidentale comme preuve de l'existence d'une « exception palestinienne ». Parmi les exemples notables, on peut citer les politiques de différents réseaux d'information qui restreignent l'utilisation du terme « Palestine », comme la Société Radio-Canada (CBC) et le New York Times,,.
Dans un cas, Duncan McCue, présentateur invité de CBC Current, a dû présenter des excuses publiques pour avoir fait référence à la Palestine lors d'une interview,.
Les plateformes de réseaux sociaux telles que Facebook et Instagram, appartenant à Meta Platforms, sont également signalées pour censurer ou minimiser systématiquement l'utilisation de termes liés à la Palestine et au conflit en cours. FAIR (en), organisme critique des médias, fournit deux exemples datant de mai 2025. Dans le premier cas, il comparé la couverture médiatique très médiatisée par le New York Times du militantisme de Greta Thunberg en faveur de la justice climatique avec son silence sur sa présence à bord de la Flottille de la liberté pour Gaza de juin 2025, qui avait pour objectif « d'apporter de l'aide et de sensibiliser la communauté internationale à la crise humanitaire en cours ». Dans le second cas, FAIR mentionne qu'un éditorial du directeur de publication du New York Times, A.G. Sulzberger, « dénonçait les atteintes à la liberté de la presse dans le monde, mais omettait de mentionner que le plus grand ennemi des journalistes dans le monde aujourd'hui est le gouvernement israélien ».

### Manifestations sur les campus universitaires
Depuis le début de la guerre à Gaza, l'expression « exception palestinienne » a souvent été utilisée pour décrire les réactions institutionnelles disproportionnées observées à l'égard des manifestations pro-palestiniennes par rapport à d'autres mouvements de justice sociale sur les campus universitaires. Les manifestants pro-palestiniens et leurs alliés ont critiqué l'attitude de nombreuses administrations universitaires, estimant qu'elles perpétuent une « exception palestinienne » à la liberté académique. Les étudiants pro-palestiniens et leurs alliés ont fait part de leurs inquiétudes concernant l'anti-palestinisme et l'islamophobie. Des enquêtes ont été ouvertes par le département américain de l'Éducation à Columbia, à l'université Emory, à l'université de Caroline du Nord et à Umass Amherst concernant la réponse de leurs administrations aux manifestations et aux actions militantes des étudiants depuis le début de la guerre,,,.
Une analyse comparative des différentes approches adoptées par l'université Harvard face aux manifestations étudiantes révèle que l'administration a réagi avec modération aux campements anti-apartheid en 1986 (en), aux campements du mouvement Occupy et aux restrictions d'accès en 2011, ainsi qu'aux barrages routiers organisés par des militants écologistes en 2015, en infligeant des sanctions minimes aux étudiants impliqués. Contrairement aux perturbations temporaires antérieures, les campements pro-palestiniens sur le campus de Harvard ont été confrontés à des menaces de suspensions massives, à une application plus stricte des règles et des restrictions, et à ce qui a été décrit comme un abandon du dialogue et de la protestation dans le cadre du discours académique, nécessaire pour protéger la liberté académique,.
Plusieurs défenseurs de la cause palestinienne ont également décrit l'administration de Harvard comme ayant appliqué l'exception palestinienne pour empêcher treize étudiants de premier cycle de recevoir leur diplôme lors de la cérémonie annuelle de remise des diplômes, en raison de leur participation à des manifestations en faveur de la Palestine. Près de 500 professeurs et étudiants de Harvard critiquent ces sanctions, les qualifiant de disproportionnées, sans précédent et visant à étouffer le libre débat, tandis que d'autres y voient un exemple de l'« exception palestinienne à la liberté d'expression ».

## Réactions
Outre les Palestiniens eux-mêmes, Steven Salaita suggère que la répression du discours pro-palestinien touche également de manière particulière les Arabes, les musulmans et les minorités ethniques. Il affirme que des personnes initialement suspectées d'avoir tenu des propos pro-palestiniens ou anti-israéliens ont ensuite été poursuivies pour des motifs politiques.
Selon Jairo I. Fúnez-Flores, de nombreux groupes de défense des droits des Palestiniens se sont tournés vers des plateformes de réseaux sociaux moins restrictives telles que X afin d'échapper à la censure ou aux sanctions lorsqu'ils s'expriment sur la guerre à Gaza et la crise humanitaire qui en résulte.
Plusieurs groupes ont également utilisé les réseaux sociaux ou les plateformes de messagerie instantanée pour organiser des manifestations, des campagnes médiatiques et d'autres activités sans contrôle direct. Fúnez-Flores explique que ces changements sont survenus en réponse aux affirmations selon lesquelles la couverture médiatique traditionnelle amplifiait souvent les justifications institutionnelles pour restreindre la liberté d'expression, tout en accordant moins d'attention aux points de vue des enseignants et des étudiants. Un film documentant l'exception palestinienne dans le milieu universitaire et lors des manifestations pro-palestiniennes sur les campus universitaires a été produit et projeté dans plusieurs universités.
Robert Horenstein, responsable des relations communautaires et des affaires publiques pour la Fédération juive du Grand Portland, suggère qu'il n'y a pas d'« exception palestinienne » à la liberté d'expression. Il affirme que la prévalence du militantisme pro-palestinien dans les milieux universitaires et publics, qui compte plus de 300 sections actives de Students for Justice in Palestine (SJP), dépasse largement celle du militantisme pro-israélien. Il affirme que les appels fréquents au boycott, au désinvestissement et aux sanctions (BDS) contre Israël sont la preuve que les sentiments anti-israéliens s'expriment librement. Robert Horenstein et Roz Rothstein, PDG de StandWithUs, suggèrent qu'au contraire, les manifestations pro-israéliennes sur les campus sont réprimées,.